# Rolf Niese
Rolf Niese (* 21. August 1943 in Wentorf bei Hamburg) ist ein deutscher Politiker (SPD). 

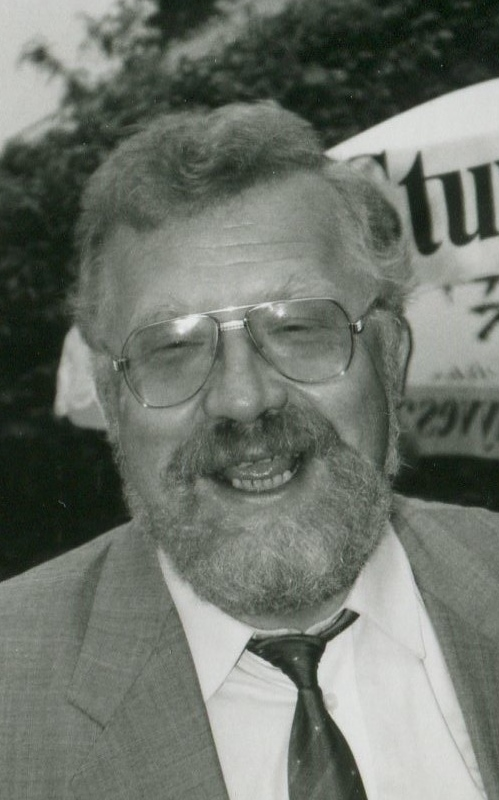
Rolf Niese

## Leben und Beruf
Nach dem Abitur 1964 absolvierte Niese ein Lehramtsstudium der Mathematik, Physik, Philosophie und Pädagogik, das er 1970 mit dem Staatsexamen für das Lehramt an Gymnasien beendete. Anschließend war er als Assistent am Mathematischen Seminar der Universität Hamburg tätig. 1973 erfolgte hier auch seine Promotion zum Dr. rer. nat. mit der Arbeit Affine Netze und zugehörige algebraische Strukturen. Von 1974 bis 1987 arbeitete Niese schließlich als Lehrer am Gymnasium Bornbrook.

## Partei
Niese trat schon als Schüler 1962 in die SPD ein und wurde 1968 erstmals in den Vorstand des SPD-Unterbezirks Hamburg-Bergedorf gewählt. Er war dann von 1972 bis 1978 zunächst stellvertretender Vorsitzender und von 1978 bis 1989 schließlich Vorsitzender des Unterbezirks Bergedorf. Außerdem gehörte er von 1978 bis 1989 auch dem Landesvorstand der SPD in Hamburg an.

## Abgeordneter
Niese gehörte von 1970 bis 1978 und erneut von 2008 bis 2016 der Bezirksversammlung von Hamburg-Bergedorf und von 1978 bis 1986 auch der Hamburgischen Bürgerschaft an. Dabei übte er bis zum 5. März 1982, als er für den verstorbenen Klaus Hansen in ein reguläres Mandat nachrückte, als nächstberufener Bewerber das Bürgerschaftsmandat eines Senators aus.
Von 1987 bis 2002 war er Mitglied des Deutschen Bundestages. Rolf Niese ist stets als direkt gewählter Abgeordneter des Wahlkreises Hamburg-Bergedorf in den Bundestag eingezogen. Nach der Zusammenführung seines Wahlkreises mit dem Wahlkreis Hamburg-Harburg zum Bundestagswahlkreis Hamburg-Bergedorf – Harburg vor der Bundestagswahl 2002 verzichtete Niese auf eine erneute Kandidatur.

## Engagement für die plattdeutsche Sprache
Rolf Niese setzt sich für die Förderung des Niederdeutschen ein und hat als Abgeordneter des Bundestages dazu beigetragen, dass die Europäische Charta der Regional- oder Minderheitensprachen auch durch die deutsche Bundesregierung ratifiziert worden ist. Niese ist aktives Mitglied der Fehrs-Gilde.